# Карел Крил
Карел Крил (чеськ. Karel Kryl; нар. 12 квітня 1944, Кромержиж, Протекторат Богемії і Моравії — пом. 3 березня 1994, Мюнхен, Німеччина) — чеський та словацький поет, співак, автор-виконавець і прозаїк. Один з яскравих представників «чеської антикомуністичної протестної пісні». В народі також мав неформальний титул «поет з гітарою». Через проблеми з владою під час нормалізації (1969—1989) жив у ФРН і працював в редакції радіостанції «Вільна Європа». Крила неодноразово порівнюють з Володимиром Висоцьким, Діном Рідом і Бобом Діланом.

## Біографія
Карел Крил народився 1944 року в Кромержижі в сім'ї книговидавців — його батько і дід володіли власною друкарнею, де друкували книги кращих поетів і прозаїків. Крім Карела, в сім'ї було ще двоє дітей — дочка Марія (нар. 1943) і син Ян (нар. 1947).
В 5 років Крил вперше став свідком політичних репресій — друкарня батька і діда була знищена, а сім'я змушена була жити в підвалі. В атмосфері сімейних бесід з елементами читання і співу сформувався майбутній талант співака, який мріяв у ті роки бути гончарем.
Після закінчення 8-ми класів середньої школи, в 1958 році Карел вступив до технічного училища в Бехині на кераміста. Після його закінчення з 1962 року працював на фабриці кераміки в Теплиці як кадровий працівник і контролер якості робіт. Приблизно в цей же час починає писати і виконувати перші пісні, здебільшого жартівливі. У 1966 році Крил звільняється і переїжджає до Оломоуця, а трохи пізніше — до Острави, де працює в редакції Чехословацького радіо.
Наприкінці 1967 року Карел Крил переїжджає у Прагу, де працює на телебаченні у відділі документалістики.
Перший великий успіх Крила як автора-виконавця припадає на 1969 рік — у березні вийшов його дебютний альбом «Bratříčku, zavírej vrátka!» (Братик, зачиняй ворота!). Заголовна пісня з альбому була написана якраз в ніч на 21 серпня — день вторгнення військ країн Варшавського договору до Чехословаччини. Карел Крил став одним з найвідоміших представників авторської пісні і завоював авторитет і визнання серед прогресивної молоді. Основними темами пісень, крім політичної ситуації в країні, також були спотворення історичних фактів, пропаганда атеїзму та проблеми екології. Нерідко в текстах присутні елементи метафори або вільні перекази біблійних сюжетів.
1969 рік — пік популярності барда. Крил дає концерти в навчальних закладах, на яких відкрито заступається за Яна Палаха, Яна Зайїца та інших студентів, які здійснили самоспалення на знак протесту. Крім пісень, співак також писав вірші і готувався видавати перший поетичний збірник. Однак цим планам не судилося здійснитися через введення жорсткої цензури та утисків з боку влади. У вересні того ж року Карел Крил виступає на фестивалі авторської пісні у ФРН, де і просить політичного притулку.
В еміграції Крил починає працювати в редакції радіостанції «Вільна Європа» — спочатку віддалено, а пізніше став вести спортивні, політичні та музичні програми. Паралельно з роботою на радіо співак продовжував писати пісні і вірші, записувати нові альбоми і видавати книги з віршами. Платівки та книги Крила провозилися до Чехословаччини контрабандою, їх вартість на «чорному ринку» доходила до 2000 чехословацьких крон (на той час — величезні гроші), а їх зберігання вдома та/або відкрите слухання/читання могло призвести до кримінальної відповідальності і неприємностей на роботі або в навчальному закладі. Його пісні звучали на хвилях «Вільної Європи», сигнали якої в Чехословаччині та інших соціалістичних країнах припинялися.
Паралельно з роботою на радіо Карел Крил навчався на мистецтвознавчому факультеті Людвіг-Максимиліанського університету в Мюнхені, з якого в 1979 році був відрахований. Крил також давав у Німеччині концерти для емігрантів з Чехословаччини та Польщі. Один з таких концертів був записаний і розповсюджувався під назвою «Solidarita. Mnichov 1982» (Солідарність. Мюнхен, 1982)
30 листопада 1989 року Карел Крил повертається до Чехословаччини. Одна з причин повернення — смерть матері. Проходять перші після двадцятирічної перерви концерти на батьківщині, незмінно закінчуються аншлагом. До того часу публіка вже знала левову частку пісень Крила напам'ять, але в лице його ніхто не бачив. Тому перші концерти зазвичай починалися авторської жартом «Карел Крил захворів, тому я його сьогодні замінюю».
Після «оксамитової революції» та «оксамитового розлучення» Крил продовжив працювати в жанрі протестної пісні, проте новими об'єктами ставали чиновники, які зловживали «оксамитовою революцією».
3 березня 1994 року Карел Крил помер у Мюнхені. Причина смерті — серцевий напад. Прощальна церемонія пройшла в Празі, при цьому на похорон не прийшов жоден політичний чи громадський діяч. Похований на Бржевновському кладовищі в Празі.

## Дискографія
На сьогоднішній день дискографію Карела Крила складають 10 студійних альбомів, 8 концертних альбомів і 7 компіляцій.
Указується дата запису, а не видання.
- 1969: Ostrava 1967—1969
- 1969: Bratříčku, zavírej vrátka!
- 1969: Živě v Československu 1969
- 1969: Rakovina
- 1970: Maškary
- 1979: Karavana mraků
- 1982: Solidarita. Mnichov 1982
- 1983: Plaváček
- 1984: Ocelárna
- 1988: Karel Kryl in Boston (магнітоальбом)
- 1988: Dopisy (магнітоальбом)
- 1989: Koncert 1989
- 1989: Jedůfky (випущений в 1996 році)
- 1990: Tekuté písky
- 1990: Koncerty 1989/1990 (випущений в 2011 році на DVD)
- 1990: Karel Kryl v Poděbradech
- 1991: Live!
- 1991: Zas padá listí
- 1992: Dvě půle lunety aneb Rebelant o lásce
- 1992: Monology
- 1993: Kdo jsem…? Poslední zpověď
- 1993: Děkuji (випущений в 1995 році)

## Нагороди
- Великий хрест ордена Томаша Ґарріґа Масарика (Чехія, 2014, посмертно)